# Dibrowa (hromada Olewsk)
Dibrowa (ukr. Діброва) – osiedle na Ukrainie, w obwodzie żytomierskim, w rejonie korosteńskim, w hromadzie Olewsk. 
Miejscowość została założona pod nazwą Drowjanyj Post pod koniec XIX wieku w związku z budową linii kolejowej Kijów-Kowel. W 1961 roku otrzymała status osiedla typu miejskiego, a w 2024 roku – osiedla (w związku z likwidacją osiedli typu miejskiego).
Znajduje się tu stacja kolejowa Dibrowa-Olewśka, położona na linii Kijów – Sarny – Kowel.